# ایچلون کورپوریشن
ایچلون کورپوریشن (انگلیسی: Echelon Corporation) شرکت الکترونیک آمریکایی است، که در سال ۱۹۸۸ تأسیس شد.